# 柴乃櫂人
柴乃 櫂人（しばの かいと）は、日本のイラストレーター。大阪府出身。

## 主な作品

### キャラクターデザイン
- ぼーん・ふりーくす! 櫂人名義
- ルミナスアークシリーズ
  - ルミナスアーク
  - ルミナスアーク2 ウィル
  - ルミナスアーク3 アイズ
- 拡散性ミリオンアーサー
- チェインクロニクル
- アンチェインブレイズ エクシヴ（フリュー） - キャラクターデザイン（ディアーネ）
- マギアレコード 魔法少女まどか☆マギカ外伝 - キャラクターデザイン・カードイラスト（香春ゆうな）
- PROGRESS ORDERS

### 挿絵
- ベン・トー（アサウラ著、集英社・スーパーダッシュ文庫）※コミカライズも担当
- デーゲンメイデン（田口仙年堂著、富士見書房・富士見ファンタジア文庫）
- 神鎧猟機ブリガンド（榊一郎著、集英社・ダッシュエックス文庫）
- 神殺しの英雄と七つの誓約（ウメ種著、オーバーラップ・オーバーラップノベルス）
- デボネア・リアル・エステート（山貝エビス著、SBクリエイティブ・GA文庫）
- 漂海のレクキール（秋目人著、小学館・ガガガ文庫）
- 道-MEN 北海道を喰いに来た乙女（アサウラ著、集英社・ダッシュエックス文庫）
- 織田信長という謎の職業が魔法剣士よりチートだったので、王国を作ることにしました（森田季節著、SBクリエイティブ・GAノベル）
- 俺、「城」を育てる 〜可愛いあの子は無敵の要塞になりたいようです〜（富哉とみあ著、KADOKAWA・ファミ通文庫）
- ロード・オブ・リライト‐最強スキル《魔眼》で始める反英雄譚‐（十本スイ・著、KADOKAWA・富士見ファンタジア文庫）
- キングメイカー!（串木野たんぼ・著、SBクリエイティブ・GA文庫）
- シキガミ×クエスト 異世界のモンスターを式神にして強くなる（ヒツキノドカ・著、角川書店・角川スニーカー文庫）
- 三大陸英雄記 〜現代知識による帝国再建記〜（桜木桜・著、KADOKAWA）
- 異世界賢者の転生無双 〜ゲームの知識で異世界最強〜（進行諸島・著、SBクリエイティブ・GAノベル）
- 世界最強の復讐神官 〜神に仕えし者、魔王の力を手に入れる〜（来生直紀・著、KADOKAWA・富士見ファンタジア文庫）
- 山育ちのドラスレさん 〜異世界でドラゴンスレイヤーとして生きていく〜（茂野らいと・著、角川書店・角川スニーカー文庫）
- 人生をかけて人類の敵、やっています Law and Chaos online 7（行記・著、角川書店・カドカワBOOKS）
- 勇者パーティーを追放された俺だが、俺から巣立ってくれたようで嬉しい。……なので大聖女、お前に追って来られては困るのだが?（初枝れんげ・著、スクウェア・エニックス・SQEXノベル）
- 報われなかった村人A、貴族に拾われて溺愛される上に、実は持っていた伝説級の神スキルも覚醒した（三木なずな・著、集英社・ダッシュエックス文庫）
- 転生したら皇帝でした〜生まれながらの皇帝はこの先生き残れるか〜（魔石の硬さ・著、TOブックス）
- 魔界で育てられた少年、生まれて初めての人間界で無双する〜魔界の常識で生きてたら、気付けば人類最強になっていた〜（九頭七尾・著、スターツ出版・グラストNOVELS）
- 田んぼで拾った女騎士、田舎で俺の嫁だと思われている（錬金王・著、KADOKAWA・電撃の新文芸）
- かませ役から始まる転生勇者のセカンドライフ 〜主人公の追放をやり遂げたら続編主人公を育てることになりました〜（佐遊樹・著、オーバーラップ・オーバーラップノベルス）

### イラスト
- 「自由」（ガンガンONLINE2009年3月26日）
- 「自由」（ガンガンONLINE2010年2月25日）

### 漫画
- テラフォポリス ばっかも〜ん! 出る杭課24時（貴家悠、橘賢一・原案　銅☆萬福・原作　ジャンプ改）

### アニメ
- 南鎌倉高校女子自転車部（第9話エンドカードイラスト）